# Riedelia epiphytica
Riedelia epiphytica là một loài thực vật có hoa trong họ Gừng. Loài này được Theodoric Valeton miêu tả khoa học đầu tiên năm 1913.

## Phân bố
Loài này được tìm thấy ở cao độ 30-50 m ven sông Bắc (Noordrivier = sông Lorentz), ở tây nam đảo New Guinea, thuộc địa phận tỉnh Papua,  Indonesia. Mẫu vật điển hình: L.S.A.M. von Römer 756 do Lucien von Römer (1873-1965) thu thập trên dốc dãy núi Hellwig và G.M. Versteeg 1412 do Gerard Martinus Versteeg (1876-1943) thu thập ven sông Lorentz.